# Dance Stance
Dance Stance (oorspronkelijke titel: Burn It Down) is de debuutsingle van de Britse band Dexys Midnight Runners. Het werd in november 1979 uitgebracht op Oddball, het platenlabel van toenmalig manager Bernie Rhodes en haalde nog net de Britse top 40. De B-kant is I'm Just Looking.   

## Achtergrond
Dance Stance is geschreven door zanger/oprichter Kevin Rowland als aanklacht tegen discriminatie van Ieren; dit omdat hij zelf van Ierse afkomst is. In het refrein worden allemaal Ierse schrijvers genoemd waarvan Rowland later zou toegeven dat hij maar één boek had gelezen.
Never heard about Oscar Wilde
Don't know about Brendan Behan
Know anything about Sean O'Casey
Or care about George Bernard Shaw
Or Samuel Beckett
Won't talk about Eugene O'Neill
He won't talk about Edna O'Brien
Or know anything about Lawrence Stern
Tekstueel zou het een punknummer kunnen zijn, maar de muzikale inspiratie komt van de Northern soul-beweging waarin ook de groepsnaam zijn oorsprong heeft (Dexys verwijst naar de uitgaansdrug dextro-amfetamine die tijdens de zogenoemde all-nighters werd gebruikt). In 1980 maakte Dexys met producer Pete Wingfield een nieuwe versie als openingsnummer van het debuutalbum Searching for the Young Soul Rebels; Dance Stance heette weer Burn It Down en werd ingeluid door een rondje zappen langs de radiozenders waarbij flarden van Deep Purple's Smoke on the Water, The Sex Pistols' Holidays in the Sun en The Specials' Rat Race te horen waren.

## Bezetting
- Kevin Rowland: zang
- Al Archer: slaggitaar/zang
- Pete Williams: bas/zang
- JB: tenorsax
- Big Jim Paterson: trombone
- Steve Spooner: altax
- Pete Saunders: piano/orgel
- Bobby Junior: drums